# Ryszard Łabędź
Ryszard Łabędź (ur. 20 września 1955 w Bielsku-Białej) – polski dziennikarz i prezenter telewizyjny, radiowy, sportowy i motoryzacyjny, lektor, pisarz, piosenkarz, konferansjer, muzyk i przedsiębiorca. Specjalista od koszykówki.

## Życiorys
W 1978 ukończył warszawską PWST. Był aktorem Teatru Narodowego w Warszawie. Wystąpił również w kilku filmach. W latach 80. zrezygnował z aktorstwa poświęcając się dziennikarstwu sportowemu w TVP. Jako komentator specjalizuje się w koszykówce, łucznictwie oraz w szermierce. W latach 90. komentował wspólnie z Włodzimierzem Szaranowiczem rozgrywki ligi NBA. Oprócz komentowania zajmuje się również wydawaniem programów sportowych na antenie TVP. Jest sędzią koszykarskim. Na Igrzyskach Olimpijskich w Pekinie, Londynie, Rio de Janeiro i Tokio komentował turniej koszykarski oraz zawody szermiercze. Od 1994 do 2004 i od 2007 do 15 marca 2010 lektorsko i naprzemiennie z Jackiem Jońcą prowadził Sport telegram emitowany w TVP2.

## Filmografia
- 1978: Bez znieczulenia – student Michałowskiego
- 1979: Przyjaciele (odc. 1)
- 1981: Najdłuższa wojna nowoczesnej Europy (odc. 12)
- 1982: Wielki Szu – mężczyzna przy hotelowym kiosku
- 1982: Dom (odc. 11)
- 1988−1990: W labiryncie − Cichy

## Polski dubbing
- 1983: Hotel Polanów i jego goście – Farstisch Junior
- 1984: Ryś na tropie – milicjant Fiedia
- 1986: Sabat czarownic – Jakub Grimm
- 1991: Chip i Dale: Brygada RR – reporter Stan Glinda (odc. 5, 24)